# Jocelyn Vollmar
Jocelyn Vollmar (San Francisco, 25 novembre 1925 – 13 luglio 2018) è stata una ballerina statunitense. Nel corso della sua carriera è stata prima ballerina del San Francisco Ballet, del New York City Ballet e dell'Australian Ballet.

## Biografia
Jocelyn Vollmar nacque a San Francisco nel 1925 e cominciò a studiare danza alla Scuola del San Francisco Ballet all'età di 12 anni. Pupilla di Willam Christensen, cominciò a danzare con il San Francisco Ballet in piccoli ruoli durante gli anni trenta, tra cui le prime statunitensi di Coppélia (1939) e Il lago dei cigni (1940).
Dopo il diploma nel 1942, si unì ufficialmente al San Francisco Ballet e due anni più tardi fu la Regina di Neve nel primo allestimento americano de Lo schiaccianoci. Nel 1948 fu invitata da George Balanchine ad unirsi alla compagnia originale del New York City Ballet in veste di prima ballerina; successivamente danzò anche con l'American Ballet Theatre e l'Australian Ballet per due anni, dal 1954 al 1956. In Australia ampliò il suo repertorio danzando come protagonista in Giselle e Les Sylphides. Nel 1956 tornò al San Francisco Ballet, dove diede il suo addio alle scene nel 1972. Dal 1985 al 2005 fu maestra di balletto alla San Francisco Ballet School.